# Mudhol
Mudhol fou un estat tributari protegit a l'agència de Kolhapur i dels Estats Marathes Meridionals amb una superfície de 938 km² i una població el 1872 de 58.921 habitants i el 1881 de 52.163 habitants repartits en 2 ciutats i 77 pobles; la població el 1901 era de 63.001 habitants i el 1931 de 62.860. Limitava al nord amb l'estat de Jamkhandi, a l'est amb la subdivisió de Bagalkot, al sud amb els districtes de Bijapur i Belgaum i l'estat de Kolhapur, i a l'oest amb la subdivisió de Gokak del districte de Belgaum. El territori era pla amb ondulacions suaus. L'únic riu era el Ghatprabha, navegable per bots de fins a una tona durant els monsons, el qual passava per la meitat dels pobles de l'estat i regava una àrea considerable, junt amb diversos rierols tributaris o distributaris.
El sobirà pertanyia a la branca Ghorpade de la família Bhonsle o Bhonsla, de suposat origen kshatriya, descendent segons la tradició d'un ancestre comú de Sivaji el gran cap maratha. El nom famíliar fou Ghorpade que es diu que havia estat adquirit per la família per haver aconseguit conquerir un fot prèviament considerat inexpugnable enganxant una corda al cos d'una iguana (ghorpad); de fet l'únic segur és que un Ghorpade tenia una posició rellevant a la cort del sultanat de Bijapur de la que va rebre les terres de Mudhol. Els rages de Mudhol foren els majors opositors de Sivaji al començament de les seves conquestes, però després de l'enderrocament dels sultanats musulmans (1586 i 1587) es van unir als marathes i van acceptar un comandament militar del peshwa.
Els ingressos de l'estat s'estimaven en 23.800 lliures i el tribut pagat al govern britànic era de 267 lliures; era considerat un sardar de primera classe del sud del país maratha i disposava d'un exèrcit de 444 homes (1881). Va rebre un sanad autoritzant l'adopció i aquesta segueix la norma de primogenitura. A l'estat hi havia tres municipalitats entre les quals la capital, Mudhol a 16° 19′ 50″ N, 75° 19′ 20″ E / 16.33056°N,75.32222°E amb una població el 1881 de 6.060 habitants (cinc mil hindús i la resta musulmans); actualment forma part del districte de Bagalkot al nord de Karnataka i al cens del 2001 tenia 42.461 habitants. Mudhol va emetre segells (court fee) entre 1940 i 1945.
L'estat fou fundat abans de 1394 i els seus sobirans reclaman descendència dels ranes de Chitor des de vers el 1300. El primer sobirà va rebre Mudhol i 84 pobles i títol de rana, i va morir vers el 1394. El tercer sobirà Ugra Sen fou el pare de Shri Shubha Krishna (germà de Karan Singh), que va rebre un jagir a la regió de Mirat i fou l'origen de la família Bhonsle. El títol de raja Ghorpade Bahadur el va rebre Bhim Singh vers el final del segle XV, si bé els seus successors el van limitar a raja. El 1670 va esdevenir independent. Akhataji Rao fou governador mogol de Bijapur fins a la seva mort el 1734 i el seu net exercia el mateix càrrec el 1738. Vyankat Rao Narayan Rao Ghorpade I va signar el tractat amb els britànics el 1818. El 1937 el sobirà Maloji Rao va abdicar en el seu fill.

## Llista de Rages
- 1. Rana BHAIRAVJI (Bosaji) ?-1394
- 2. Rana DEVRAJ SINGH 1394-1420 (fill)
- 3. Rana UGRASEN 1420-1453 (fill)
- 4. Rana KARAN SINGH 1453-1469 (fill)
- 5. Raja BHIM SINGH 1469- ? (fill)
- 6. Raja KHELOJI GHORPADE ? -1514 (fill)
- 7. Raja MALOJI GHORPADE I 1514-? (fill)
- 8. Raja AKHAISINGH GHORPADE ? (fill)
- 9. Raja KARANSINGH GHORPADE ?-1565 (fill)
- 10. Raja CHOLARAJ GHORPADE 1565-1578 (fill)
- 11. Raja PIRAJI GHORPADE 1578-? (fill)
- 12. Raja PRATAPRAO GHORPADE (Nahuji) ?-1645
- 13. Raja BAJIRAJE GHORPADE 1645-1666 (fill)
- 14. Shrimant Raja MALOJI GHORPADE I 1666-1700 (fill)
- 15. Shrimant Raja AKHAYAJIRAO MALOJIRAO GHORPADE 1700-1734 (fill)
- 16. Shrimant Raja PIRAJIRAO AKHAYAJIRAO GHORPADE 1734-1737 (fill)
- 17. Shrimant Raja MALOJIRAO PIRAJIRAO GHORPADE III 1737-1805 (fill)
- 18. Shrimant Raja NARAYANRAO GOVINDRAO GHORPADE 1805-1815 (net, fill de Shrimant Sahib Govindrao Raje Malojirao Ghorpade)
- 19. Shrimant Raja VYANKATRAO NARAYANRAO GHORPADE I 1815-1854 (fill)
- 20. Shrimant Raja BALWANTRAO VYANKATRAO GHORPADE 1854-1862 (fill)
- 21. Shrimant Raja Meherban VYANKATRAO BALWANTRAO RAJE GHORPADE II (BALA SAHEB) 1862-1900 (fill)
- 22. Shrimant Raja Sir Meherban MALOJIRAO VENKATRAO GHORPADE (NANA SAHEB) 1900-1937
- 23. Shrimant Raja BHAIRAVSINHRAO MALOJIRAO GHORPADE II 1937-1948 (+1984)

Bandera

## Bandera
La bandera era triangular en tres franges horitzontals: blanca, negra i verda.